# Ki (Kana)
き, in Hiragana, oder キ in Katakana, sind japanische Zeichen des Kana-Systems, die beide jeweils eine Mora repräsentieren. In der modernen japanischen alphabetischen Sortierung stehen sie an siebter Stelle. Das き ist außerdem der 38. Buchstabe im Iroha, direkt nach dem さ und vor ゆ. Die Form beider Kana ist vom Kanji 幾 abgeleitet und beide stellen [ki] dar.
| Form                                  | Rōmaji | Hiragana  | Katakana  |
| ------------------------------------- | ------ | --------- | --------- |
| Normal k- (か行 ka-gyō)               | ki     | き        | キ        |
| Normal k- (か行 ka-gyō)               | kii kī | きい きー | キイ キー |
| Zusätzliches Dakuten g- (が行 ga-gyō) | gi     | ぎ        | ギ        |
| Zusätzliches Dakuten g- (が行 ga-gyō) | gii gī | ぎい ぎー | ギイ ギー |

## Varianten
Die Kana können mit den Dakuten, zu ぎ in Hiragana, ギ in Katakana, und damit gi in dem Hepburn-System, erweitert werden.

## Strichfolge

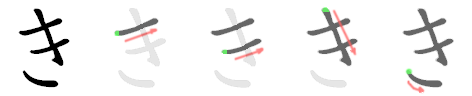
Strichfolge für き

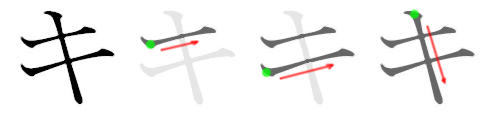
Strichfolge für キ

|  |  |

## Weitere Darstellungsformen
- In japanischer Brailleschrift:

- Der Wabun-Code ist －・－・・.
- In der japanischen Buchstabiertafel wird es als „切手のキ“  (Kitte no Ki) buchstabiert.